# Mirai Nikki
Mirai Nikki (未来日記, lit. "Diário do Futuro") é um mangá shōnen escrito e ilustrado por Sakae Esuno. A primeira edição do mangá foi lançada pela Shōnen Ace em 26 de janeiro de 2006. O mangá foi finalizado em dezembro de 2010 no Japão. Uma adaptação de anime foi produzida pelo estúdio Asread e exibida entre 10 de outubro de 2011 e 16 de abril de 2012. O mangá foi lançado no Brasil em janeiro de 2013, pela editora JBC, e teve o mesmo número de edições do original japonês, ou seja, 12 números. Uma continuação, intitulada Mirai Nikki: Redial (未来日記リダイヤル, lit. "Diário do Futuro: Rediscagem"), teve uma amostra lançada na edição de Maio de 2013 da revista Shōnen Ace, vendida em 26 de Março de 2013, e um volume único dele foi lançado em 26 de julho de 2013, acompanhado de um OVA em DVD.
 

## Sinopse
Yukiteru é um garoto de 14 anos que poderia ser considerado estranho. Com dificuldade para fazer amigos, para ele a vida não passa de um grande reality show, onde ele é mais um espectador. Tudo que ele vê, resolve anotar em seu celular, fazendo dele seu diário. Mais estranhas ainda são as atitudes do garoto, que tem como amigos imaginários um deus dominador do tempo e espaço, denominado Deus Ex-Machina, e sua assistente, Muru-Muru. No entanto, não era realmente só imaginação… Yukiteru ganha desse deus o poder de prever o futuro com seu celular, tornando-se esse então o seu diário do futuro.
No entanto, descobre-se depois que para esse presente há um outro lado: Yukiteru terá que usar seu poder para sobreviver em um jogo envolvendo perigosos assassinos e psicopatas, cada um com um diário do futuro especial em suas mãos, numa disputa para ver quem sucederá Deus Ex-Machina em seu trono.

## Portadores de diários
Foram escolhidos, por Deus Ex-Machina, 12 portadores de diários do futuro. Começou, assim, o jogo de sobrevivência, onde cada portador deveria matar os outros, e o campeão ganharia o trono de deus. Eram estes os 12 portadores:
| Portador                            | Diário |
| ----------------------------------- | --- |
| Amano Yukiteru (Primeiro)           | - Diário do Acaso: Possui a habilidade de prenunciar informações sobre eventos que ocorrerão ao redor de Yukiteru, de acordo com seu próprio ponto de vista, isto é, as informações podem se distorcer se Yukiteru tiver um mau entendimento da situação pela qual passará. Esse diário atualiza-se mais frequentemente do que qualquer outro, entretanto, não prevê o que acontecerá com seu proprietário, apenas com o cenário ao seu redor. |
| Amano Yukiteru (Primeiro)           | - Ocupação: Estudante. |
| Gasai Yuno (Segunda)                | - Diário do Yukiteru: Este diário revela a Gasai Yuno informações sobre Yukiteru e atualiza-se a cada 10 minutos. As entradas no diário são baseadas no ponto de vista de Yuno, então normalmente elas são super exageradas. Com esse diário, Gasai pode antecipar ferimentos, mortes, ações, e todo outro tipo de informação sobre Yukiteru. Simplificando, faz o que o Diário do Acaso não é capaz de fazer.                                 |
| Gasai Yuno (Segunda)                | - Ocupação: Estudante. |
| Takao Hiyama (Terceiro)             | - Diário do Assassino: O diário grava informações sobre os futuros assassinatos de Hiyama Takao ao mostrar o local e que tipos de métodos foram usados para capturar o alvo. |
| Takao Hiyama (Terceiro)             | - Ocupação: Professor. |
| Kusuru Keigo (Quarto)               | - Diário da Investigação: Como um detetive, Kusuru usa o diário para propósitos investigativos. O campo de previsão é limitado à cidade de Sakurami, da qual Kusuru é encarregado. Já que alguns dos donos de diários são criminosos e assassinos, o Diário da Investigação vem a calhar muito bem, uma vez que Kusuru pode usufruir da força policial para obter alguma vantagem.                                                             |
| Kusuru Keigo (Quarto)               | - Ocupação: Detetive policial. |
| Reisuke Houjou (Quinto)             | - Diário da Hipervisão: É um caderno de desenho infantil que prenuncia os principais acontecimentos três vezes ao dia, de manhã, de tarde e de noite. |
| Reisuke Houjou (Quinto)             | - Ocupação: Nenhuma. |
| Tsubaki Kasugano (Sexta)            | - Diário da Clarividência: O diário é um pergaminho que permite ao portador monitorar o futuro de todos os seguidores do Culto Omekata. |
| Tsubaki Kasugano (Sexta)            | - Ocupação: Sacerdotisa. |
| Marco Ikusaba e Ai Mikami (Sétimos) | - Diário da Troca: São dois diários que permitem que seu portador preveja o futuro do outro portador, ou seja, Marco prevê o futuro de Ai e, Ai prevê o futuro de Marco. Assim, os dois podem proteger um ao outro. |
| Marco Ikusaba e Ai Mikami (Sétimos) | - Ocupação: Desconhecida ou nenhuma. |
| Kamado Ueshita (Oitava)             | - Diário Servidor: O Diário Servidor permite ao seu proprietário criar outros diários do futuro, bem como distribuí-los para outras pessoas sem que elas sejam portadoras. A principal desvantagem do Diário Servidor é o fato de não prever o futuro sozinho. Por este motivo, o portador deve ter plena confiança em seus aprendizes. |
| Kamado Ueshita (Oitava)             | - Ocupação: Dona de Orfanato |
| Minene Uryuu (Nona)                 | - Diário da Fuga: Em situações de perigo, traça rotas de fuga para que seu portador fuja em segurança e pode prever a frota de fuga de suas vítimas. Fora isso, não há utilidade nenhuma. |
| Minene Uryuu (Nona)                 | - Ocupação: Terrorista |
| Karyūdo Tsukishima (Décimo)         | - Diário da Criação: Permite ao portador criar e adestrar cães assassinos, utilizando comandos de voz para controlá-los. |
| Karyūdo Tsukishima (Décimo)         | - Ocupação: Gerente de canil. |
| John Bacchus (Décimo Primeiro)      | - Diário do Observador: Monitora as entradas de todos os outros Diários do Futuro. O único senão deste diário é que ele é suscetível a falsos prenúncios. Isto é, donos de diário podem inserir entradas falsas em seus diários porque o Diário do Observador não julgará a veracidade dessas informações, simplesmente as exibirá. |
| John Bacchus (Décimo Primeiro)      | - Ocupação: Prefeito |
| Yomo Hirasaka (Décimo Segundo)      | - Diário da Justiça: Detecta ações perversas que acontecerão no futuro, de acordo com o senso de justiça do portador. |
| Yomo Hirasaka (Décimo Segundo)      | - Ocupação: Justiceiro. |

## Lista de episódios
| Número | Título em Português      | Título em Inglês     | Título Original                  | Tipo de Episódio | Data de Lançamento |
| ------ | ------------------------ | -------------------- | -------------------------------- | ---------------- | ------------------ |
| 01     | "Inscreva-se"            | "Sign Up"            | "Sain Appu" (サインアップ)       | Canon            | 10/10/2011         |
| 02     | "Termos do Contrato"     | "Contract Terms"     | "Keiyaku Jōken" (契約条件)       | Canon            | 17/10/2011         |
| 03     | "Falha Inicial"          | "Initial Failure"    | "Shoki Furyō" (初期不良)         | Canon            | 24/10/2011         |
| 04     | "Entrada Escrita à Mão"  | "Hand-Written Input" | "Tegaki Nyūryoku" (手書き入力)   | Canon            | 31/10/2011         |
| 05     | "Nota de Voz"            | "Voice Memo"         | "Boisu Memo" (ボイスメモ)        | Canon            | 07/11/2011         |
| 06     | "Modo Silencioso"        | "Silent Mode"        | "Manā Mōdo" (マナーモード)       | Canon            | 14/11/2011         |
| 07     | "Tom de Discagem"        | "Dial Tone"          | "Rusu Ōtō" (留守応答)            | Canon            | 21/11/2011         |
| 08     | "Novo Modelo"            | "New Model"          | "Shin Kishu" (新機種)            | Canon            | 28/11/2011         |
| 09     | "Número Bloqueado"       | "Blocked Number"     | "Chakushin Kyohi" (着信拒否)     | Canon            | 05/12/2011         |
| 10     | "Plano Familiar"         | "Family Plan"        | "Kazoku Puran" (家族プラン)      | Canon            | 12/12/2011         |
| 11     | "Serviço Encerrado"      | "Service Terminated" | "Sābisu Shūryō" (サービス終了)   | Canon            | 19/12/2011         |
| 12     | "Área sem Serviço"       | "No Service Area"    | "Jushin Kengai" (受信圏外)       | Canon            | 26/12/2011         |
| 13     | "Chamada Restrita"       | "Number Withheld"    | "Hitsūchi Settei" (非通知設定)   | Canon            | 09/01/2012         |
| 14     | "Memória Apagada"        | "Memory Erased"      | "Memorī Shōkyo" (メモリー消去)   | Canon            | 16/01/2012         |
| 15     | "Plano de Casal"         | "Couple Plan"        | "Daburu Horudā" (ダブルホルダー) | Canon            | 23/01/2012         |
| 16     | "Reparos"                | "Repairs"            | "Shūri" (修理)                   | Canon            | 30/01/2012         |
| 17     | "Desconto Familiar"      | "Family Discount"    | "Kazoku Wari" (家族割り)         | Canon            | 06/02/2012         |
| 18     | "Linhas Cruzadas"        | "Crossed Lines"      | "Konsen" (混線)                  | Canon            | 13/02/2012         |
| 19     | "Limpeza de Dados"       | "Clear Data"         | "Zenken Sakujo" (全件削除)       | Canon            | 20/02/2012         |
| 20     | "Transferência de Dados" | "Data Transfer"      | "Dēta Tensō" (データ転送)        | Canon            | 27/02/2012         |
| 21     | "Código de Segurança"    | "Security Code"      | "Anshō Bangō" (暗証番号          | Canon            | 12/03/2012         |
| 22     | "Desconexão"             | "Disconnection"      | "Setsudan" (切断)                | Canon            | 19/03/2012         |
| 23     | "Quebra de Contrato"     | "Breach of Contract" | "Keiyaku Furikō" (契約不履行)    | Canon            | 26/03/2012         |
| 24     | "Recuperação de Dados"   | "Data Retrieval"     | "Kensakuchū" (検索中)            | Canon            | 02/04/2012         |
| 25     | "Reinicialização"        | "Reset"              | "Risetto" (リセット)             | Canon            | 09/04/2012         |
| 26     | "Formatação"             | "Format"             | "Shokika" (初期化)               | Canon            | 16/04/2012         |
| OVA    | "Migração de Dados"      | "Data Migration"     | "Dēta Ikō" (データ移行)          | Canon            | 19/06/2013         |

## Mídia

### Mangá
Escrito e ilustrado por Sakae Esuno, foi serializado pela Shōnen Ace entre 26 de janeiro de 2006 e 27 de dezembro de 2010, sendo foi compilado em 14 volumes publicados pela Kadokawa Shoten, incluindo os spin-offs.
No dia 26 de julho de 2013 foi lançado pela revista Shōnen Ace o mangá Mirai Nikki Redial, que em três partes: A, B e C, conta a historia da Yuno do terceiro mundo.

#### Spin-offs
Diário do Futuro é complementado por duas histórias paralelas, ambas igualmente escritas e ilustradas por Sakae Esuno.
A primeira, Mirai Nikki: Mosaic, tem cinco capítulos e acontece ao mesmo tempo que o início da história principal, mas focaliza acontecimentos da história de outro portador do diário. A segunda, Mirai Nikki: Paradox, também é contada em cinco capítulos, e se passa em uma linha temporal alternativa na qual alguns eventos decisivos se passam diferentemente no início da história, e começou a ser publicada na nova revista Young Ace em julho de 2009, sendo encerrada em fevereiro de 2010.  Nesta história o Primeiro e o Segundo portadores de diários são incapacitados e substituídos, com a intenção de recriar a linha temporal original.

### Anime
Antes da estreia do anime um OVA/trailer foi previsto para ser lançado em 9 de setembro de 2010, mas acabou sendo adiado e lançado em 9 de dezembro de 2010. 
Uma adaptação de anime produzida pelo estúdio Asread e dirigida por Naoto Hosoda, começou a ser exibida a partir de 10 de outubro de 2011. O character design foram feitos por Eiji Hirayama e Watanabe Ruriko. 
Foi lançado um OVA do mangá Mirai Nikki Redial em julho de 2013.

#### Trilha sonora
Aberturas
1. "Kuusou Mesorogiwi " por Yousei Teikoku
  - (Episódios 1-14)
2. "Dead End " por Faylan
  - (Episódios 15-26)
3. "Kyouki Chinden " por Yousei Teikoku
  - (Exclusiva do DVD)

Encerramentos
1. "Blood Teller" por Faylan
  - (Episódios 1-14)
2. "Filament" por Yousei Teikoku
  - (Episódios 15-26)
3. "Happy End " por Faylan
  - (Exclusivo do DVD);